# Карлос-Уго (герцог Пармский)
Карлос-Уго Бурбон-Пармский (Хьюго Мари Сикст Роберт Луис Жан Жорж Бенуа Мишель де Бурбон-Парма; 8 апреля 1930, XVI округ Парижа — 18 августа 2010[…], Барселона) — глава Бурбон-Пармского дома и титулярный герцог Пармский (1977—2010), карлистский претендент на испанский престол под именем Карлоса Уго I (1975—2010).

## Биография
Родился 8 апреля 1930 года в Париже. Старший сын Ксавье Бурбон-Пармского (1889—1977), карлистского претендента на испанский трон (1936—1975) и титулярного герцога Пармского (1974—1977), и его жены Магдалены де Бурбон-Бюссе (1898—1984).
В 1952 году Ксавье Бурбон-Пармский (отец Карлоса-Уго) публично объявил о своих претензиях на испанский королевский трон. 5 мая 1957 года Ксавье провозгласил Карлоса-Уго принцем Астурийским и герцогом Сан-Хайме. В феврале 1964 года Карлос-Уго принял титул герцога Мадридского.
В 1977 году после смерти своего отца Карлос-Уго унаследовал титул герцога Пармы и Пьянченцы, став главой Бурбон-Пармского дома. 28 июля 1963 года по решению французского суда в департаменте Сены изменил имя на Шарль Юг и стал гражданином Франции. С 1980-х годов также являлся гражданином Испании.

## Король карлистов
20 мая 1952 года карлисты официально объявили Хавьера (Ксавье) Бурбон-Пармского (отца Карлоса-Уго) королём Испании. Ксавье стал ещё одним карлистским претендентом на испанский трон под именем Хавьера I и перешел в оппозицию к фактическому правителю Испании Франсиско Франко, который позднее назначил наследником престола Хуана Карлоса — внука прежнего короля Альфонсо XIII. В 1956 году испанское правительство изгнало Ксавье из страны. 5 мая 1957 года Хавьер объявил своего старшего сына Карлоса-Уго принцем Астурийским и герцогом Сан-Хайме, а в феврале 1964 года — герцогом Мадридским.
В 1972 году Хавьер получил ранение во время автомобильной аварии. Карлос-Уго стал лидером карлистов и инициировал создание новой разновидности карлизма, превратив его в социалистическое движение. Он приобрёл новых сторонников и спонсоров для социалистического карлизма, но лишился поддержки большей части старых карлистов. Его мать Магдалена и младший брат Сикст-Генрих отвернулись от него, возглавив старое движение карлистов.
В августе 1975 года Хавьер отрёкся от претензий на испанский престол в пользу старшего сына Карлоса-Уго. После смерти генерала Ф. Франко карлисты окончательно разделились между собой и уже не могли заинтересовать общественность своим делом. В мае 1976 года произошёл инцидент на горе Монтехурра в Наварре, где правые карлисты застрелил двух левых карлистов, сорвав проведение карлистского фестиваля под левыми лозунгами. На первых демократических выборах в Испании, состоявшихся 15 июня 1977 года, в сенат был избран только один карлист — журналист и писатель Фидель Каразо из Сории. В парламентских выборах 1979 года карлисты в коалиции с Национальным Союзом взяли одно место в мадридском конгрессе. С этого времени карлисты не имеют своего представительства в правительстве, а только в городских советах.
В 1979 году Карлос-Уго отказался от своих претензий на испанский престол и по указу короля Хуана Карлоса получил испанское гражданство под именем Карлоса-Уго де Бурбон-Парма-и-Бурбон-Бюссе. В 1980-х годах он ушёл с политической сцены, оставив новую парию «Partido Carlista», которую он ранее сам организовал. Эта партия вошла в состав коалиции Объединённые левые, созданной в 1986 году.
В 2002 году Карлос-Уго Бурбон-Пармский подарил архивы своей семьи Национальному архиву исторического наследия Испании. Против этого подарка выступил младший брат Карлоса-Уго — Сикст-Генрих Бурбон-Пармский.
28 сентября 2003 года во французском Арбонне Карлос-Уго вторично объявил себя карлистским претендентом на испанский престол и объявил, что отныне будет использовать титул графа де Монтемолина.
18 июля 2009 года, когда исполнилось сто лет со смерти Карла VII, младший брат Карлоса-Уго Сикст-Генрих Бурбон-Пармский направил из Триеста письма его сыновьям, Карлосу Хавьеру и Иакову, призывая, чтобы они заявили о готовности признать пять фундаментальных принципов традиционализма и испанского легитимизма, заявленных 23 января 1936 года Альфонсом Карлосом I, как условия легитимности будущих карлистских претендентов. Принц Сикст-Генрих подчеркнул, что, если его племянники согласятся это сделать, то он обязуется передать им все права и обязательства законной династии (Dinastía Legítima).

## Брак и дети
Помолвка Карлоса-Уго и голландской принцессы Ирены, дочери королевы Юлианы, вызвала конституционный кризис в Нидерландах. Из-за замужества Ирена потеряла права на наследование голландского престола, так как правительство Нидерландов отказалось принять закон, разрешавший этот брак. Сама королева Нидерландов Юлиана решительно выступила против заключения брака. В 1963 году Ирена тайно перешла из протестантизма в католичество. Голландское правительство не приняло закон из-за претензий Карлоса-Уго на испанский престол. Наследница престола Нидерландов не могла одновременно носить спорный титул претендентки на трон другого государства, а в случае, если бы Ирена была королевой Нидерландов, конституция Нидерландов не позволяет голландскому монарху носить корону другого государства.
Карлос-Уго и Ирена (род. 5 августа 1939) поженились 29 апреля 1964 года в Базилике Санта-Мария-Маджоре в Риме. Церковной церемонией руководил кардинал Паоло Джоббе, бывший папский нунций в Голландии. На свадьбе не было ни одного члена голландской королевской семьи, родители невесты видели церемонию по телевизору. Карлос-Уго и Ирена побывали на частной аудиенции у папы римского Павла VI. Медовый месяц супруги провели в Лас-Пальмас-де-Гран-Канария, а затем поселились в Мадриде. Брак распался в мае 1981 года. Карлос-Уго и Ирена имели четверых детей:
- Карлос Хавьер Бернардо Сиксто Мария (род. 27 января 1970) — с 2010 года титулярный герцог Бурбон-Пармский, в браке (с 2010) с Аннемари Гуалтери ван Визл имеют троих детей. Также принц Карлос имеет внебрачного сына 1997 года рождения.
- Маргарита Мария Беатрис (род. 13 октября 1972) — графиня Колорно, 1-й муж (2001—2006): предприниматель Эдвин Карел Виллем де Рой ван Зёйдевейн (род. 1966), 2-й муж (с 2008 года): юрист Тьяллинг тен Кейт (род. 1975), две дочери.
- Хайме Бернардо (род. 13 октября 1972) — близнец Маргариты, герцог Сан-Хайме, женат (с 2013 года) на Виктории Червеняк (род. 1982), две дочери.
- Мария Каролина Кристина (род. 23 июня 1974) — маркиза Сала, замужем (с 2012 года) за Альбертом Бреннинкмейкером (род. 1974), имеют дочь и сына.

## Смерть
В феврале 2008 года было объявлено, что Карлос-Уго лечится от рака. 2 августа 2010 года через официальный сайт принца было объявлено, что его здоровье ухудшилось. 18 августа 2010 года в Барселоне Карлос-Уго Бурбон-Пармский скончался в возрасте 80 лет. Его тело было перевезено из Барселоны в Гаагу, где члены семьи и близкие родственники смогли с ним проститься в королевском дворце Нордейнде (одном из четырех официальных дворцов голландской королевской семьи). 28 августа его тело было перевезено в Парму (Италия) и погребено в склепе храма Санта Мария-делла Стекката.